# Pseudohygrophorus
Pseudohygrophorus vesicarius — вид грибів, що належить до монотипового роду Pseudohygrophorus.